# Kirchenkreis Twiste-Eisenberg
Der Kirchenkreis Twiste-Eisenberg ist ein Kirchenkreis der Evangelischen Kirche von Kurhessen-Waldeck (EKKW) im Sprengel Marburg. In den 60 Gemeinden des Kirchenkreises leben etwa 38.300 evangelische Christinnen und Christen. Der Kirchenkreis entstand 2014 durch die Zusammenlegung des Kirchenkreises des Eisenbergs (Korbach) mit dem Kirchenkreis der Twiste (Bad Arolsen). Sitz des Kirchenkreises ist Korbach.

## Gemeinden
Der Kirchenkreis erstreckt sich in etwa über den Norden des Landkreises Waldeck-Frankenberg. Stand 2021 gehören folgende Kirchengemeinden zum Kirchenkreis, organisiert in sechs Kooperationsräumen:
- Nordwaldeck
  - Diemelstadt (Stadtkirche Rhoden, Kirche Wethen)
  - Herbsen
  - Külte
  - Neu-Berich (Kirche Neu-Berich)
  - Schmillinghausen
  - Volkmarsen (Kirche Volkmarsen)
- Bad Arolsen & Arolser Land
  - Bad Arolsen (Stadtkirche)
  - Braunsen (Kirche Braunsen)
  - Landau
  - Lütersheim
  - Massenhausen
  - Mengeringhausen
- Diemelsee-Twistetal
  - Diemelsee (Kirche Adorf, Kloster Flechtdorf, St.-Barbara-Kirche, St. Margarethen (Ottlar), Kirche Rhenegge, Kirche Stormbruch, Kirche Wirmighausen)
  - Elleringhausen
  - Gembeck (Kirche Gembeck)
  - Nieder-Waroldern
  - Ober-Waroldern
  - Twistetal-Helmscheid
  - Twiste (St. Veit)
  - Vasbeck
- Korbach-Walme-Werbetal
  - Korbach (St. Kilian, St. Nikolai, Kirche Meineringhausen)
  - Lelbach
  - Lengefeld (St. Maria)
  - Walme-Werbetal
- Lichtenfels-Eisenberg
  - Dalwigksthal
  - Eppe (Kirche Eppe)
  - Goddelsheim
  - Immighausen (St. Vitus)
  - Münden (Kirche Münden)
  - Neukirchen (Kirche Neukirchen)
  - Nieder-Ense
  - Sachsenberg
- Upland
  - Alleringhausen (Louis-Peter-Kirche)
  - Eimelrod
  - Neerdar
  - Rattlar
  - Rhena (St. Thomas)
  - Schwalefeld
  - Schweinsbühl
  - Usseln (Kilianskirche)
  - Welleringhausen (Abrahamskirche)
  - Willingen

## Lage
Er grenzt an die kurhessischen Kirchenkreise Hofgeismar-Wolfhagen im Osten und Eder im Süden. Im Westen und Norden schließt sich die Evangelische Kirche in Westfalen an.